# Anna Mishchenko
Pour les articles homonymes, voir Bondarenko.
Anna Valeriïvna Mishchenko, ukrainien : Анна Валеріївна Міщенко, née le 25 août 1983, est une athlète ukrainienne spécialiste du 1 500 mètres.
Elle remporte son premier titre national en plein air en 2006. Sélectionnée pour les Jeux olympiques de Pékin, Anna Mishchenko se classe neuvième de la finale du 1 500 mètres en 4 min 05 s 13, améliorant son record personnel. En juin 2010, l'Ukrainienne porte son record à 4 min 04 s 37 à l'occasion du meeting de Varsovie. Elle s'impose quelques jours plus tard lors des Championnats d'Europe par équipes de Bergen devant la Britannique Hannah England.
Le 25 février 2016, l'IAAF annonce qu'elle est disqualifiée pour deux ans jusqu'au 17 août 2017 et que tous ses résultats depuis le 28 juin 2012 sont annulés, en raison d'irrégularités dans son passeport biologique.

## Records
- Plein air : 4 min 04 s 37 (Varsovie, 8 juin 2010)
- Salle : 4 min 13 s 90 (Sumy, 18 février 2009)

## Palmarès
| Date | Compétition                       | Lieu             | Résultat | Temps         |
| ---- | --------------------------------- | ---------------- | -------- | ------------- |
| 2008 | Jeux olympiques                   | Pékin            | 9e       | 4 min 35 s 09 |
| 2010 | Championnats d'Europe par équipes | Bergen           | 1re      | 4 min 05 s 32 |
| 2010 | Championnats d'Europe             | Barcelone        | 9e       | 4 min 07 s 22 |
| 2011 | Championnats d'Europe par équipes | Stockholm        | 2e       | 4 min 07 s 27 |
| 2011 | Universiade                       | Shenzhen         | 1re      | 4 min 05 s 91 |
| 2011 | Ligue de diamant                  | Ligue de diamant | 3e       | détails       |
| 2012 | Championnats d'Europe             | Helsinki         | finale   | DQ            |
| 2019 | Championnats des Balkans          | Pravetz          | 3e       | 4 min 20 s 00 |